# Port lotniczy Alta
Port lotniczy Alta – regionalny port lotniczy położony w miejscowości Elvebakken koło miasta Alta w Norwegii.

## Linie lotnicze i połączenia
| Linia lotnicza               | Kierunek                                                                                        |
| ---------------------------- | ----------------------------------------------------------------------------------------------- |
| Corendon Airlines            | Sezonowe czartery: 1. Heraklion                                                                 |
| Norwegian Air Shuttle        | 1. Oslo-Gardermoen 2. Tromsø                                                                    |
| Scandinavian Airlines System | 1. Oslo-Gardermoen 2. Tromsø                                                                    |
| Widerøe                      | 1. Båtsfjord 2. Hammerfest 3. Honningsvåg 4. Kirkenes 5. Mehamn 6. Sørkjosen 7. Tromsø 8. Vadsø |